# Bořislavka (usedlost)
Bořislavka je bývalá usedlost v Praze 6-Dejvicích, která stála západně od proboštského dvora v zahradě na severním břehu rybníčku, který napájel Dejvický potok. Kromě Dejvic patřila během let také do katastru Vokovic. Je po ní pojmenováno náměstí Bořislavka, ulice Nad Bořislavkou a bývalé kino Bořislavka.

## Historie
Na  staré veleslavínské vinici Bořivojka bylo podle pověsti stáčeno víno pro knížete Bořivoje II., usedlost na tom místě vznikla až po roce 1840. Při výstavbě činžovních domů byly její pozemky zastavěny a usedlost zanikla.